# Russell, Massachusetts

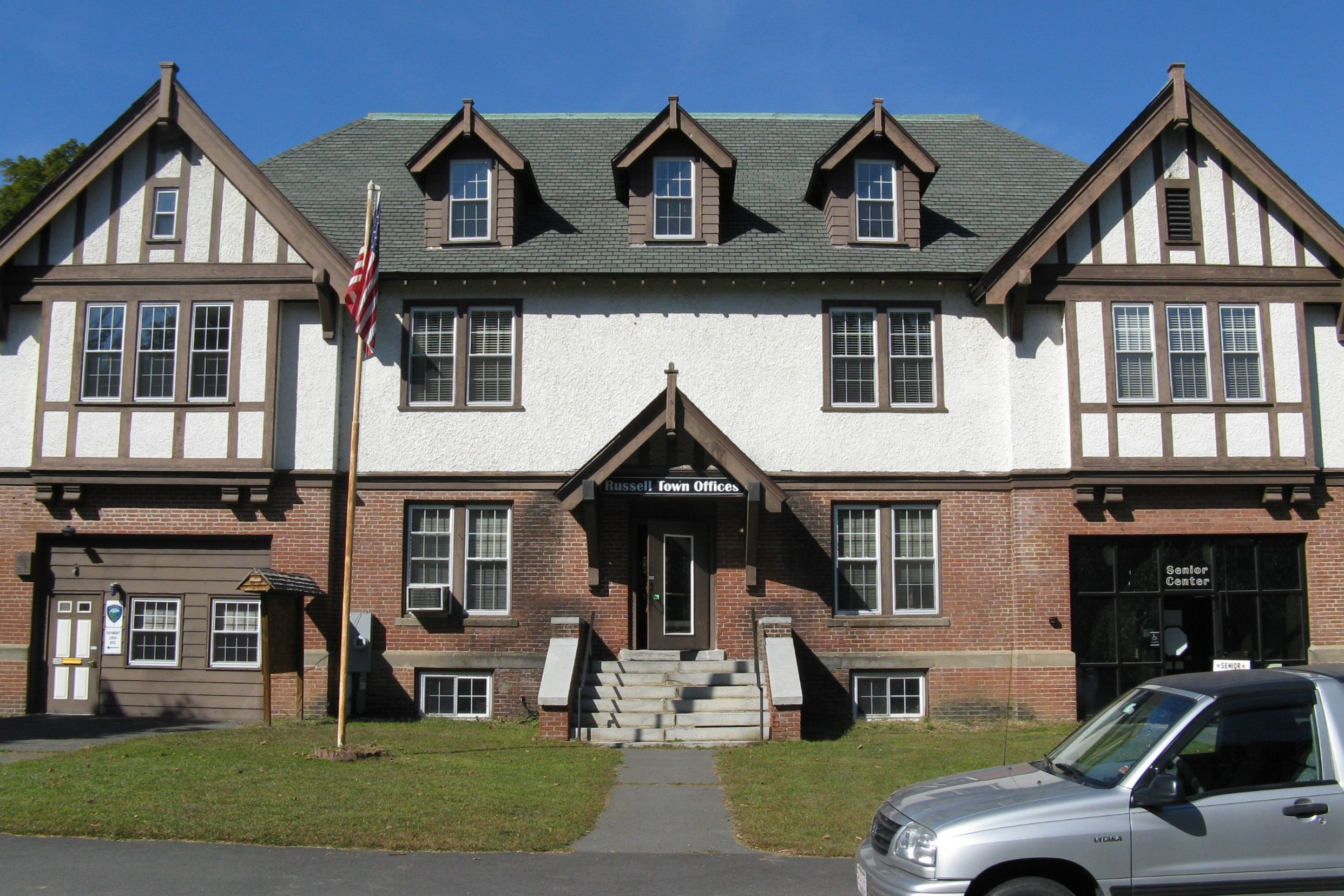

Russell är en kommun (town) i Hampden County i delstaten Massachusetts, USA. invånare (2000). Vid folkräkningen år 2000 bodde 1 657 personer på orten. Den har enligt United States Census Bureau en area på totalt 46,3 km² varav 0,8 km² är vatten.